# Nový život
Nový život ("Nuova vita") è una scultura che si trova nel Park Anny Politkovské di Karlovy Vary, in Repubblica Ceca. È stata realizzata da Antonín Kuchař ed Erna Gizela Kuchařová.

## Storia
La statua venne creata tra il 1974 e il 1976, durante il dominio comunista in Cechia. Si tratta di un'opera a quattro mani dello scultore accademico Antonín Kuchař e di sua moglie, la scultrice e ceramista Erna Gizela Kuchařová-Zuberová. Secondo un articolo del giornale locale Stráž míru (numero 37 del 1989), "la statua venne inaugurata in occasione del quarantacinquesimo anniversario del movimento di liberazione nazionale e della liberazione della Cecoslovacchia", il 13 settembre 1989, alle 14:00.

## Descrizione
L'opera è orientata verso la ulice Krále Jiřího (che al momento dell'inaugurazione si chiamava "ulice Gottwaldova"). La statua è fatta di arenaria e raffigura una donna in piedi su un piedistallo che tiene in mano degli arbusti e indossa una veste senza maniche. Potrebbe trattarsi di una mondina, una lavoratrice dei campi.